# Jean-Claude Sachot
Jean-Claude Sachot, né le 25 mai 1943 à Paris 14e et mort le 12 mars 2017 à Paris 15e, est un acteur et metteur en scène français.
Actif dans le doublage, il est notamment connu dans l'animation pour être la voix française du commissaire James « Jim » Gordon dans la plupart des films et séries d'animation ainsi que dans les jeux vidéo de Batman entre 1992 et 2016.

## Biographie

### Jeunesse et formation
Jean-Claude Marcel Sachot naît le 25 mai 1943 à Paris 14e.

### Parcours
Au cinéma, il a joué dans Le Beaujolais nouveau est arrivé avec Jean Carmet ainsi que dans Natalia avec Pierre Arditi. À la télévision, il a participé à diverses séries dont Petit déjeuner compris, Les Quatre Cents Coups de Virginie, Le Tribunal de l'impossible.

### Doublage
Jean-Claude Sachot est une grande figure du monde du doublage, il prête notamment sa voix pour certains films et séries télévisées, notamment à John Rhys-Davies. C'est aussi un habitué de longue date des productions DC Comics, il est la voix du commissaire James « Jim » Gordon dans la plupart des films et séries d'animation ainsi que dans les jeux vidéo de Batman, il l'a également doublé dans le film de Tim Burton, Batman : Le Défi où le personnage est interprété par Pat Hingle. Toujours dans l'univers de Batman, il double également des personnages secondaires et des ennemis du chevalier noir tels que : Mister Freeze, Bane, Scarface, Gueule d'argile, Hugo Strange, Killer Croc.

### Mort
Jean-Claude Sachot est mort le 12 mars 2017 à Paris 15e, à l'âge de 73 ans.

## Théâtre

### Comédien
- 1961 : Voulez-vous jouer avec moâ ? de Marcel Achard, mise en scène Jacques Échantillon
- 1966 : L'Agression[3] de Georges Michel, mise en scène Georges Michel, TNP
- 1968 : Le Malade imaginaire de Molière, mise en scène Pierre Valde, Théâtre de Colombes
- 1969 : Guerre et paix au café Sneffle de Remo Forlani, mise en scène Georges Vitaly, Théâtre La Bruyère
- 1970 : Opérette de Witold Gombrowicz, mise en scène Jacques Rosner, Théâtre national populaire
- 1970 : Jarry sur la butte d'après les œuvres complètes d'Alfred Jarry, mise en scène Jean-Louis Barrault, Élysée-Montmartre
- 1971 : Le Procès des Templiers de Guy Vassal, mise en scène de l'auteur, Hyères
- 1971 : Le Roman de Flamenca de Guy Vassal, mise en scène Gilles Léger et Guy Vassal, Hyères
- 1974 : Gilles de Rais de Guy Vassal, mise en scène Gilles Léger et Guy Vassal, Festival Théâtral d'Albi
- 1975 : La guerre de Troie n'aura pas lieu de Jean Giraudoux, mise en scène Jacques Mauclair, Théâtre des Célestins
- 1975 : Mort d'un commis voyageur d'Arthur Miller, mise en scène Raymond Gerbal et Jean-Claude Sachot, Théâtre Romain Rolland
- 1975 : La Guerre des Demoiselles de Guy Vassal, mise en scène Guy Vassal, Festival de Carcassonne
- 1978 : Le Roman comique de Paul Scarron, mise en scène François Gamard et Guy Vassal, Festival d'Aigues-Mortes
- 1978 : Le Tour du monde en 80 jours de Pavel Kohout, mise en scène Jacques Alric, Festival d'Aigues-Mortes
- 1983 : La Tragédie de Coriolan de William Shakespeare, mise en scène Bernard Sobel, Théâtre de Gennevilliers
- 1984 : Poil de Carotte d'après Jules Renard, mise en scène Roger Cornillac
- 1986 : La Ville de Paul Claudel, mise en scène Bernard Sobel, Théâtre Nanterre-Amandiers
- 1997 : Sens unique de Joël Dragutin, mise en scène de l'auteur, Théâtre 95
- 2000 : Le Voyage de Lapérouse de Guy Vassal, mise en scène Guy Vassal, Festival théâtral de Lattes
- 2003 : Zoo ou l'Assassin philanthrope de Vercors, mise en scène Jean-Paul Tribout, Théâtre Mouffetard
- 2008 : Homosexualité de Jean-Luc Jeener, mise en scène Aurore Ly, Théâtre du Nord-Ouest
- 2009 : Charlotte Corday de Daniel Colas, mise en scène de l'auteur, Théâtre des Mathurins
- 2010 : Prométhée selon Eschyle d'après Eschyle, mise en scène Guillaume Delaveau, Théâtre Garonne
- 2011 : Roberto Zucco de Bernard-Marie Koltès, mise en scène Pauline Bureau, Théâtre de la Tempête
- 2011 : Uccellacci e uccellini d'après Pier Paolo Pasolini, mise en scène Luciano Travaglino, Théâtre Jean Vilar
- 2014 : Dom Juan de Molière, mise en scène Arnaud Denis, Théâtre 14 Jean-Marie Serreau

### Metteur en scène
- 1975 : Mort d'un commis voyageur d'Arthur Miller, Théâtre Romain Rolland
- 1978 : La Fête des fous de Guy Vassal, Festival Théâtral d'Albi
- 1980 : Le Dragon de Evgueni Schwarz, Festival d'Aigues-Mortes
- 1981 : Magie rouge de Michel de Ghelderode, Festival d'Aigues-Mortes
- 1982 : Don Quichotte d'Yves Jamiaque, Festival Théâtral d'Albi
- 1985 : La Locandiera de Carlo Goldoni, Festival Théâtral d'Albi
- 1988 : Hola ! Hé ! Sganarelle de Guy Vassal
- 1990 : Le Mariage de Figaro de Pierre-Augustin Caron de Beaumarchais
- 1990 : Jacques Cœur
- 1990 : Montserrat d'Emmanuel Roblès
- 2000 : Le Malade imaginaire de Molière, Festival Théâtral d'Albi
- 2006 : Ma Jeanne de Joseph Delteil, Théâtre du Nord-Ouest
- 2008 : Comme il vous plaira de William Shakespeare, Théâtre du Nord-Ouest
- 2010 : Le Voyage de M. Perrichon d'Eugène Labiche, Théâtre du Nord-Ouest
- 2014 : En attendant Godot de Samuel Beckett, Théâtre du Nord-Ouest
- 2014 : Fin de partie de Samuel Beckett, Théâtre du Nord-Ouest
- 2015 : Fin de partie de Samuel Beckett, Théâtre Essaïon
- 2016 : En attendant Godot de Samuel Beckett, Théâtre Essaïon
- 2017 : Fin de partie et En attendant Godot de Samuel Beckett, Théâtre Essaïon

## Filmographie

### Cinéma
- 1978 : Le Beaujolais nouveau est arrivé de Jean-Luc Voulfow
- 1982 : Invitation au voyage de Peter Del Monte
- 1984 : Le Chien de Jean-François Gallotte : Henry
- 1989 : Natalia de Bernard Cohn
- 1990 : Le Provincial de Christian Gion : Dompteur d'aigles

### Télévision
- 1969 : Au théâtre ce soir : Affaire vous concernant de Jean-Pierre Conti, réalisation Pierre Sabbagh, Théâtre Marigny
- 1970 : Le Tribunal de l'impossible : Un esprit nommé Katie King de Pierre Badel
- 1974 : Le Tribunal de l'impossible, épisode « Le baquet de Frédéric-Antoine Mesmer », réalisation de Michel Subiela
- 1976 : Le Collectionneur de cerveaux ou Les Robots pensants de Michel Subiela
- 1980 : Petit déjeuner compris - Feuilleton en 6 épisodes de 52 min - de Michel Berny : Noël
- 1982 : Julien Fontanes, magistrat de François Dupont-Midy, épisode : Une fine lame
- 1985 : Châteauvallon, de Serge Friedman, Paul Planchon et Emmanuel Fonlladosa

## Doublage

### Cinéma

#### Films
- Steve Kahan dans :
  - L'Arme fatale 3 (1992) : le capitaine Ed Murphy
  - Demolition Man (1993) : le capitaine Healy
  - Complots (1997) : M. Wilson
  - L'Arme fatale 4 (1998) : le capitaine Ed Murphy

- Michael Lerner dans :
  - La Malédiction de la momie (1998) : Pr Marcus
  - Mon Martien bien-aimé (1999) : M. Channing
  - Life During Wartime (2009) : Harvey

- Peter Hambleton dans :
  - Le Hobbit : Un voyage inattendu (2012) : Glóin / William le troll
  - Le Hobbit : La Désolation de Smaug (2013) : Glóin
  - Le Hobbit : La Bataille des Cinq Armées (2014) : Glóin

- Charles Hallahan dans :
  - Président d'un jour (1993) : le policier de la route
  - Ultime Décision (1996) : le général Sarlow
  - Le Pic de Dante (1997) : Paul Dreyfus

- Maury Chaykin dans :
  - Mon cousin Vinny (1992) : Sam Tipton
  - Haute Voltige (1999) : Conrad Greene

- Albert Finney dans :
  - Simpatico (1999) : Sims / Ryan Âmes
  - Traffic (2000) : le chef de cabinet de la Maison Blanche

- Kris Kristofferson dans :
  - La Planète des singes (2001) : Karubi
  - Fast Food Nation (2006) : Rudy Martin

- Brian Cox dans :
  - X-Men 2 (2003) : William Stryker
  - Moi, député (2012) : Raymond Huggins

- Charles Carroll dans :
  - Two for the Money (2005) : Chuck
  - L'Œil du mal (2008) : M. Miller

- Ian McNeice dans :
  - La Voix des morts (2005) : Raymond Price
  - Walkyrie (2008) : un général inspiré de Joachim von Kortzfleisch

- Phil Margera dans :
  - Jackass deux, le film (2006) : Phil Margera
  - Jackass 3D (2010) : Phil Margera

- 1978[4] : Blue Collar : Eddie Johnson (Harry Bellaver)
- 1981[n 1] : Au-delà de la gloire : le sergent Possum (Lee Marvin)
- 1988 : Le Blob : Dr Christopher Meddows (Joe Seneca)
- 1989 : Tango et Cash : Requin (Brion James)
- 1989 : Abyss : Leland McBride (Jimmie Ray Weeks)
- 1990 : Ange ou démon : Bull Webster (Bud Spencer)
- 1990 : Pretty Woman : un SDF [Qui ?] et un serveur [Qui ?]
- 1990 : Deux Flics à Downtown : Henry Coleman (Art Evans)
- 1991 : Le Silence des agneaux : le shérif Perkins (Pete McNamara)
- 1991 : Un été en Louisiane : Dr White (Dennis Letts)
- 1991 : The Doors : Ed Sullivan (Will Jordan)
- 1992 : Dr. Rictus : L'officier Hank Magruder (Richard Bradford)
- 1992 : Le Temps d'un week-end : W. R. Slade (Richard Venture)
- 1992 : Batman : Le Défi : le commissaire Gordon (Pat Hingle), Organ Grinder (Vincent Schiavelli) et le colosse tatoué (Rick Zumwalt)
- 1992 : Impitoyable : Joe Schultz (Henry Kope)
- 1992 : Une équipe hors du commun : Ernie Capadino (Jon Lovitz)
- 1992 : Bodyguard : Klingman (Charles Keating)
- 1993 : Jurassic Park : Dr Harding (Gerald R. Molen)
- 1993 : RoboCop 3 : Zack (Stanley Anderson)
- 1993 : Le Fugitif : l'inspecteur Kelly (Ron Dean (en))
- 1993 : Tina : le juge (Rudolph Willrich)
- 1993 : La Firme : William Devasher (Wilford Brimley)
- 1993 : L'Impasse : Tony Taglialucci (Frank Minucci)
- 1993 : Un monde parfait : Paul Saunders (Bruce McGill)
- 1994 : Le Justicier : L'Ultime Combat : Paul Kersey (Charles Bronson)
- 1994 : The Crow : Gideon (Jon Polito)
- 1994 : The Mask : Murray (Blake Clark) et Bobby, le videur (Jeremy Roberts)
- 1994 : Les Évadés : Gardien Bull Haig (Dion Anderson) et Elmo Blatch (Bill Bolender)
- 1994 : La Liste de Schindler : Rolf Czurda (Friedrich von Thun)
- 1994 : Un homme presque parfait : Donald « Sully » Sullivan (Paul Newman)
- 1994 : Tueurs nés : L'officier Dale Wrigley (Dale Dye)
- 1995 : Une journée en enfer : le sergent John Turley (J. R. Horny)
- 1995 : Mort ou vif : Dog Kelly (Tobin Bell)
- 1995 : Sur la route de Madison : Richard Johnson (Jim Haynie)
- 1995 : Jumanji : Shoe (Factury Bum)
- 1995 : Jade : Peter Vasko (Ken King)
- 1996 : Roméo + Juliette : le pharmacien (M. Emmet Walsh)
- 1996 : Agent zéro zéro : le directeur (Charles Durning)
- 1996 : Mars Attacks! : Glenn Norris (Joe Don Baker)
- 1996 : Les Fantômes du passé : Delamar Dennis (Jim Harley)
- 1996 : Jack : Dr Benfante (Allan Rich)
- 1997 : Menteur, menteur : l'employé garagiste à la fourrière (Michael Leopard), l'huissier de justice (Ernest Perry Jr.) et le mendiant au palais de justice (Don Keefer)
- 1997 : Men In Black : : un exterminateur (Ken Thorley) et un policier de la morgue (Michael Willis)
- 1997 : Les Seigneurs de Harlem : le capitaine Foley (Richard Bradford)
- 1997 : La vie est belle : un garde allemand
- 1998 : Code Mercury : Edgar Halstrom (Richard Riehle)
- 1998 : Le Masque de Zorro : Fray Felipe (William Marquez)
- 1998 : Docteur Dolittle : un chien [Qui ?]
- 1998 : Ennemi d'État : Eddie (John Capodice)
- 1998 : Mary à tout prix : Herb (Herbie Flynn)
- 1998 : Still Crazy : De retour pour mettre le feu : Beano Baggot (Timothy Spall)
- 1998 : The Gingerbread Man : Dixon Doss (Robert Duvall)
- 1999 : Fight Club : Lou (Peter Iacangelo)
- 1999 : La Ligne verte : Earl, le plombier (Bill Gratton)
- 1999 : Big Daddy : M. Brooks (Josh Mostel)
- 1999 : Just Married (ou presque) : Walter Carpenter (Paul Dooley)
- 1999 : Jakob le menteur : un garde allemand [Qui ?]
- 2000 : Fous d'Irène : Colonel Partington (Robert Forster)
- 2000 : Seul au monde : Fred Smith (Fred Smith)
- 2000 : Fantasia 2000 : Itzhak Perlman (Itzhak Perlman)
- 2001 : Le Tombeau : Moshe Cohen (John Shrapnel)
- 2001 : Escrocs : Windham (Lenny Clarke)
- 2001 : Trop, c'est trop ! : Larry Falwell (John Rothman)
- 2001 : Chevalier : le passeur de la Tamise (David Gray)
- 2001 : From Hell : l'aubergiste [Qui ?]
- 2002 : Arrête-moi si tu peux : Jack Barnes (James Brolin)
- 2002 : Compte à rebours mortel : Geezer (Rance Howard)
- 2003 : Pirates des Caraïbes : La Malédiction du Black Pearl : Mallot (Brye Cooper)
- 2003 : Daredevil : Nikolas Natchios (Erick Avari)
- 2003 : Treize à la douzaine : Cabbie (Ossie Mair)
- 2004 : La vie est un miracle : le premier maire (Branislav Lalević)
- 2004 : Un mariage de princesse : le Vicomte Mabrey (John Rhys-Davies)
- 2004 : La Plus Belle Victoire : Danny Oldham (Barry Jackson (en))
- 2004 : Hidalgo : Nate Salisbury (Jerry Hardin)
- 2005 : Last Days : le détective (Ricky Jay)
- 2005 : La Guerre des mondes : Manny (Lenny Venito)
- 2005 : Quatre frères : Mashur (Costin Manu)
- 2005 : The Proposition : Jellon Lamb (John Hurt)
- 2005 : Les Quatre Fantastiques : Willie Lumpkin, le postier (Stan Lee)
- 2006 : Lucky Girl : le serveur [Qui ?]
- 2007 : Hitman : Le capitaine Gudnayev (Joe Sheridan)
- 2008 : Appelez-moi Dave : l'un des braqueurs du magasin [Qui ?] et le SDF [Qui ?]
- 2008 : Histoires enchantées : Barry Nottingham (Richard Griffiths)
- 2009 : La Montagne ensorcelée : voix additionnelles
- 2010 : True Grit : L'avocat (David Lipman)
- 2010 : Another Year : Ken (Peter Wight)
- 2010 : L'Apprenti Sorcier : Merlin (James A. Stephens)
- 2010 : Wolfman : Dr Lloyd (Michael Cronin)
- 2010 : Le Discours d'un roi : Dr Blandine Bentham (Roger Hammond)
- 2012 : Le Chaperon rouge : l'aubergiste (Don Thompson)
- 2012 : Lincoln : un vieux monsieur voulant adresser une lettre à Robert Todd Lincoln [Qui ?]
- 2013 : Nebraska : Ed Pegram (Stacy Keach)[n 2]

#### Films d'animation
- 1988 : Akira : le barman / Lady Miyako (1er doublage)
- 1993 : Batman contre le fantôme masqué : Commissaire Gordon
- 1996 : Beavis et Butt-Head se font l'Amérique : le proviseur McVicker
- 1998 : Batman et Mr. Freeze : Subzero : Mister Freeze et le commissaire Gordon
- 1999 : Le Géant de fer : Marv Loach[n 3]
- 2001 : Le Voyage de Chihiro : Kamaji
- 2002 : Le Royaume des chats : Muta
- 2004 : Ghost in the Shell 2: Innocence : Daisuke Aramaki
- 2005 : Edgar de la Cambriole : Le Secret de Mamo : Mamo (2e doublage)
- 2005 : Chicken Little : les journalistes
- 2008 : Batman : Contes de Gotham : le commissaire Gordon
- 2011 : Batman : Année Un : le commissaire Gordon
- 2012 : Batman, The Dark Knight Returns : le commissaire Gordon
- 2013 : Lego Batman, le film : Unité des super héros : le commissaire Gordon
- 2014 : Batman : Assaut sur Arkham : le commissaire Gordon et KGBeast
- 2014 : Le Fils de Batman : le commissaire Gordon
- 2014 : Scooby-Doo et la Folie du catch : Cookie[n 4]
- 2015 : Batman Unlimited : L'Instinct animal : le commissaire Gordon et le camionneur
- 2015 : Batman Unlimited : Monstrueuse Pagaille : le commissaire Gordon
- 2016 : Batman : Mauvais Sang : le commissaire Gordon
- 2016 : Batman: The Killing Joke : l'inspecteur Harvey Bullock

### Télévision

#### Téléfilms
- John Rhys-Davies dans :
  - Le Secret des Andes (en) (1998) : le père Claver
  - La Femme mousquetaire (2004) : Porthos
  - Terreur en haute mer (2005) : le capitaine Randolph
  - La Malédiction de la pyramide (2013) : Pr Hayden Masterson
- 1998 : Nick Fury: Agent of SHIELD : Timothy « Dum-Dum » Dugan (Gary Chalk)
- 2009 : La Fille du Père Noël 2 : Panique à Polaris : le père Noël (Paul Sorvino)
- 2012 : L'Intouchable Drew Peterson : Jay, le DJ (Mike Carlucci)
- 2012 : Le Mystère d'Edwin Drood : le maire Thomas Sapsea (Ian McNeice)

#### Séries télévisées
- Clarke Peters dans :
  - Sur écoute (2002-2008) : l'inspecteur Lester Freamon (en) (59 épisodes)
  - Life on Mars (2008) : le capitaine Bellow (épisodes 1 et 5)
  - Damages (2009) : Dave Pell (saison 2)
  - Treme (2010-2013) : Albert Lambreaux (38 épisodes)
  - Person of Interest (2012-2013) : Alonzo Quinn (11 épisodes)
  - Blue Bloods (2013) : Nathan Anderson (saison 3, épisode 16)
  - Forever (2015) : Jerry Charters (épisode 12)
  - London Spy (2015) : l'Américain (mini-série)
  - Jessica Jones (2015) : l'inspecteur Oscar Clemons (saison 1)
- John Rhys-Davies dans :
  - Sliders : Les Mondes parallèles (1995-1997) : Pr Maximilian Arturo (40 épisodes)
  - Star Trek: Voyager (1997) : Léonard de Vinci (saison 3 épisode 26 et saison 4, épisode 11)
  - Révélations (2005) : Pr Jonah Lampley (mini-série)
  - Psych : Enquêteur malgré lui (2012) : le conservateur (saison 2, épisode 10)
- Bill Smitrovich dans :
  - MillenniuM (1996-1997) : le lieutenant Bob Bletcher (11 épisodes)
  - Les Enquêtes de Nero Wolfe (2001) : l'inspecteur Cramer (1re voix - saison 1, épisode 1)
  - FBI : Portés disparus (2004-2008) : le directeur Alexander Olczyk (8 épisodes)
- John Amos dans :
  - À la Maison-Blanche (1999-2004) : l'amiral Percy Fitzwallace (22 épisodes)
  - Men in Trees : Leçons de séduction (2006-2008) : Buzz Washington (27 épisodes)
  - Lie to Me (2010) : Jim Weaver (saison 3, épisode 8)
- Dakin Matthews dans :
  - Gilmore Girls (2000-2007) : Hanlin Charleston, le directeur (10 épisodes)
  - BrainDead (2016) : Bob Isenstadt (3 épisodes)
  - Gilmore Girls : Une nouvelle année (2016) : Hanlin Charleston, le directeur (mini-série)
- Dayton Callie dans :
  - Sons of Anarchy (2010-2014) : le chef Wayne Unser (2e voix, saisons 3 à 7)
  - New York, unité spéciale (2014) : le juge Daniel Dolan (saison 15, épisode 12)
- 1993-1999 : Babylon 5 : Zathras (Tim Choate)
- 1997 : Shining : Pete Watson (Pat Hingle) (mini-série)
- 2001-2005 : Parents à tout prix : Walt Finnerty (Richard Riehle)
- 2003 : Preuve à l'appui : Bull Williamson (Tom Towles)
- 2004 : L'Anneau sacré : Alberich (Sean Higgs)
- 2006 : Esprits criminels : Charles Diehl, le gardien (Roger Aaron Brown) (saison 1, épisode 14)
- 2007 : Génial Génie : le sultan (Patrick Monckton)
- 2009 : Inspecteur George Gently : Nicholas Mundy (Trevor Cooper) (saison 2 épisode 4)
- 2009-2014 : Mon oncle Charlie : Marty Pepper (Carl Reiner)
- 2011 : Person of Interest : Jim Hallen (Michael Murphy) (saison 1 épisode 10)
- 2012 :  The Newsroom : Salomon Hancock (Stephen Henderson)
- 2012 : The Good Wife : Jeremy Breslow (Bruce McGill)
- 2013 : 666 Park Avenue : Samuel Steinberg (Peter Friedman) (saison 1 épisode 6)
- 2017 : Taboo : Ibbotson (Christopher Fairbank)

#### Séries d'animation
- 1968[n 5] : Les Aventures de Batman : Mister Freeze et le chef O'Hara
- 1992-1994 : Batman : le commissaire James Gordon, Bane et Scarface
- 1997 : Blake et Mortimer : Sadi (épisode SOS Météores uniquement), Freddy, Duranton, Sir Harold Smith, Calvin, Sato (épisode L'Héritage du Viking uniquement)
- 1997-1998 : Superman, l'Ange de Metropolis : le commissaire Gordon et Bane
- 1997-1999 : Batman : le commissaire Gordon, Gueule d'argile, Mister Freeze et Scarface
- 1998-1999 : Hercule : Poséidon
- 1999-2001 : Batman, la relève : Mister Freeze
- 2000 : Dilbert : les Elboniens
- 2001-2004 : La Ligue des justiciers : Shade (1re voix)
- 2004 : Teen Titans : Les Jeunes Titans : Galfore
- 2004-2005 : Dave le barbare : L'Oncle Hagar
- 2004-2008 : Batman : le commissaire Gordon, Hugo Strange et Mister Freeze
- 2012 : La Ligue des justiciers : Nouvelle Génération : le commissaire Gordon (saison 1, épisode 19)
- 2013 : Dofus : Aux trésors de Kerubim : le général Blubozor (création de voix)
- 2013-2014 : Prenez garde à Batman ! : le lieutenant Gordon

#### Documentaires
- 2006 : Prehistoric Park : Bob (Rob Arthur)

### Jeux vidéo
- 1992 : Dune : Mentat Atreides Noree Moneo
- 1996 : Versailles 1685 : Complot à la cour du Roi Soleil : ?
- 1997 : Les Chevaliers de Baphomet : Les Boucliers de Quetzalcoatl : Professeur Bertrand Oubier, Garde Barrière, Bert et Sacco
- 1998 : Dune 2000 : Mentat Atreides Noree Moneo
- 2003 : Batman: Rise of Sin Tzu : le commissaire James Gordon
- 2009 : Batman: Arkham Asylum : le commissaire James Gordon et Bane
- 2009 : Assassin's Creed II : Marco Barbarigo
- 2010 : God of War III : Zeus
- 2010 : Mafia II : Don Alberto Clemente
- 2010 : Fable III : Savin
- 2010 : Fallout: New Vegas : le président de la R.N.C et Aaron Kimball
- 2011 : Batman: Arkham City (+ DLC : La Revanche D'Harley Quinn) : le commissaire James Gordon et Bane
- 2012 : Star Wars: The Old Republic : l'empereur Dark Vitiate et Dark Ravage
- 2012 : PlayStation All-Stars Battle Royale : Zeus
- 2012 : The Elder Scrolls V: Dragonborn : Neloth (extension de Skyrim)
- 2013 : God of War: Ascension : Zeus
- 2013 : Injustice : Les dieux sont parmi nous : le général Zod, Bane et Doomsday
- 2013 : Dead Space 3 : Austin Buckell
- 2014 : Assassin's Creed Rogue : voix additionnelles
- 2015 : Lego Jurassic World : Dr Gerry Harding
- 2015 : Batman: Arkham Knight : le commissaire James Gordon
- 2015 : Assassin's Creed Syndicate : voix additionnelles
- 2016 : Deus Ex: Mankind Divided : Otar Botkovelli
- 2016 : Final Fantasy XV : le propriétaire du môtel de Longwhyte
- 2016 : Lego Star Wars : Le Réveil de la Force : Lor San Tekka

### Jeux de société
- 1991 : Atmosfear : le Seigneur des Clés (Wenanty Nosul)